# Gul plankstekel
Gul plankstekel (Sapyga clavicornis) är en stekelart som först beskrevs av Carl von Linné 1758.  Gul plankstekel ingår i släktet Sapyga, och familjen planksteklar. Enligt den finländska rödlistan är arten nationellt utdöd i Finland. Arten är reproducerande i Sverige. Artens livsmiljö är kulturmarker och andra av människan skapade miljöer.